# نوک‌نهنگ پرین
نوک‌نهنگ پرین آب‌بازی نوک‌نهنگ از اعضای سرده میان‌دندان‌ها است. این گونه یکی از تازه رده‌بندی شده‌ترین گونه‌های نوک‌نهنگان به شمار می‌رود. نمونه‌های به ساحل افتاده پیدا شده در سال ۱۹۷۵ در کالیفرنیا، نوک‌نهنگ هکتور تشخیص داده شدند، با این حال بررسی بر روی دی‌ان‌ای آن‌ها نشان داد که گونهای جدا هستند. این جانور در سال ۲۰۰۲ رده‌بندی شد و به افتخار ویلیام اف.پرین، آب‌بازشناس نامدار، نامگذاری شد.

## توصیف ظاهری
نوک‌نهنگ پرین ظاهری همانند دیگر نوک‌نهنگان دارد؛ با سری کوچک و بدنی بلند و دوکی‌شکل. پوزه این نوک‌نهنگ از همه دیگر نوک‌نهنگ‌ها، به استثنای نوک‌نهنگ‌های هکتور و کوتوله کوچک‌تر است. خط دهانی صاف است و دندان‌های عاج به نسبت بزرگ نرها در جلوی دهان قرار دارند. طول متوسط نهنگ‌های بالغ نر ۳٫۹ متر و نهنگ‌های بالغ ماده ۴٫۴ متر است.
رنگ بدن در نرها خاکستری تیره در بخش‌های بالایی و روشن‌تر در بخش‌های زیرین است. الگوی رنگ‌آمیزی سفیدی نیز در کنار ناف وجود دارد. رنگ بدن ماده‌ها شناخته شده نیست چرا که تنها نمونه به ساحل افتاده در هنگام پیدا شدن تجزیه شده بود. بر پایه تعداد محدودی بررسی محتویات شکمی، منبع اصلی غذایی این نهنگ ماهی مرکب تشخیص داده شده‌است.

## گستره و جمعیت
تنها نوک‌نهنگان پرین شناسایی شده تاکنون، در کرانه‌های جنوبی و مرکزی کالیفرنیا دیده شده‌اند. از این رو می‌توان نتیجه گرفت که این گونه تنها در اقیانوس آرام شمالی زندگی می‌کند.